# Rosureux
Rosureux település Franciaországban, Doubs megyében. Lakosainak száma 80 fő (2022. január 1.). Rosureux Vaucluse, Battenans-Varin, Bonnétage, Bretonvillers, Charmoille, Plaimbois-du-Miroir és Saint-Julien-lès-Russey községekkel határos.

## Népesség
A település népessége az elmúlt években az alábbi módon változott:
| Lakosok száma | 117  | 82   | 102  | 95   | 79   | 78   | 78   | 80   | 81   | 80   |
|               | 1968 | 1982 | 1990 | 2006 | 2013 | 2015 | 2017 | 2019 | 2020 | 2022 |